# Lemi Berhanu
Lemi Berhanu Hayle, né le 13 septembre 1994, est un athlète éthiopien, spécialiste des courses de fond.

## Biographie
En janvier 2015, Lemi Berhanu remporte le Marathon de Dubaï en portant son record personnel à 2 h 5 min 28 s. Fin avril, il s'impose lors du Marathon de Varsovie en 2 h 7 min 57 s.

### Palmarès
| Date | Compétition          | Lieu           | Résultat | Épreuve  | Performance       |
| ---- | -------------------- | -------------- | -------- | -------- | ----------------- |
| 2014 | Marathon de Zurich   | Zurich         | 1er      | Marathon | 2 h 10 min 39 s 8 |
| 2015 | Marathon de Dubaï    | Dubaï          | 1er      | Marathon | 2 h 5 min 28 s    |
| 2016 | Marathon de Boston   | Boston         | 1er      | Marathon | 2 h 12 min 45 s   |
| 2016 | Jeux olympiques      | Rio de Janeiro | 13e      | Marathon | 2 h 13 min 29 s   |
| 2016 | Marathon de Dubaï    | Dubaï          | 2e       | Marathon | 2 h 04 min 28 s   |
| 2017 | Marathon de Xiamen   | Xiamen         | 1er      | Marathon | 2 h 08 min 27 s   |
| 2018 | Marathon de Hengshui | Hengshui       | 1er      | Marathon | 2 h 08 min 51 s   |
| 2021 | Marathon de Boston   | Boston         | 2e       | Marathon | 2 h 10 min 37 s   |

### Records
| Épreuve  | Performance    | Lieu  | Date            |
| -------- | -------------- | ----- | --------------- |
| Marathon | 2 h 4 min 28 s | Dubaï | 22 janvier 2016 |